# Mandiangin Tuo
Mandiangin Tuo is een bestuurslaag in het regentschap Sarolangun van de provincie Jambi, Indonesië. Mandiangin Tuo telt 1287 inwoners (volkstelling 2010).